# کتاب بالش

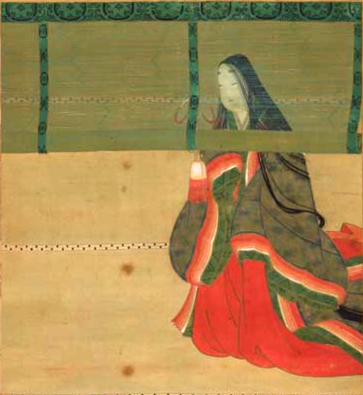
سی شوناگون نویسنده کتاب بالش

کتاب بالش (به ژاپنی: 枕草子، Makura no Sōshi)، کتابی از مشاهدات و تفکراتی است که توسط سی شوناگون در دوران او به عنوان بانوی دربار و ندیمه همسر امپراتور فوجیوارا نو تیشی در طول دهه ۹۹۰ و اوایل دهه ۱۰۰۰ در دوره هی‌آن ژاپن ضبط شده است. این کتاب در سال ۱۰۰۲ به پایان رسید.